# Statul alawit
Statul alawit (în arabă دولة جبل العلويين, Dawlat Jabal al-'Alawiyyīn; în franceză État des Alaouites), numită oficial Teritoriul alawiților (în franceză territoire des Alaouites), după ce alawiții dominanți la nivel local Alawiții de la înființarea sa până la integrarea sa în Federația Siriană în 1922, a fost un teritoriu sub mandat francez pe coasta actuală a Siriei după Primul Război Mondial. Mandatul francez al Ligii Națiunilor a durat din 1920 până în 1946.
Utilizarea termenului „alawitului”, în loc de „Nusayri”, a fost susținută de francezi la începutul perioadei mandatului și se referea la un membru al religiei alawite. În 1920, numitul „Teritoriu Alawit” francez găzduia o populație numeroasă de alawiți.